# Kopten

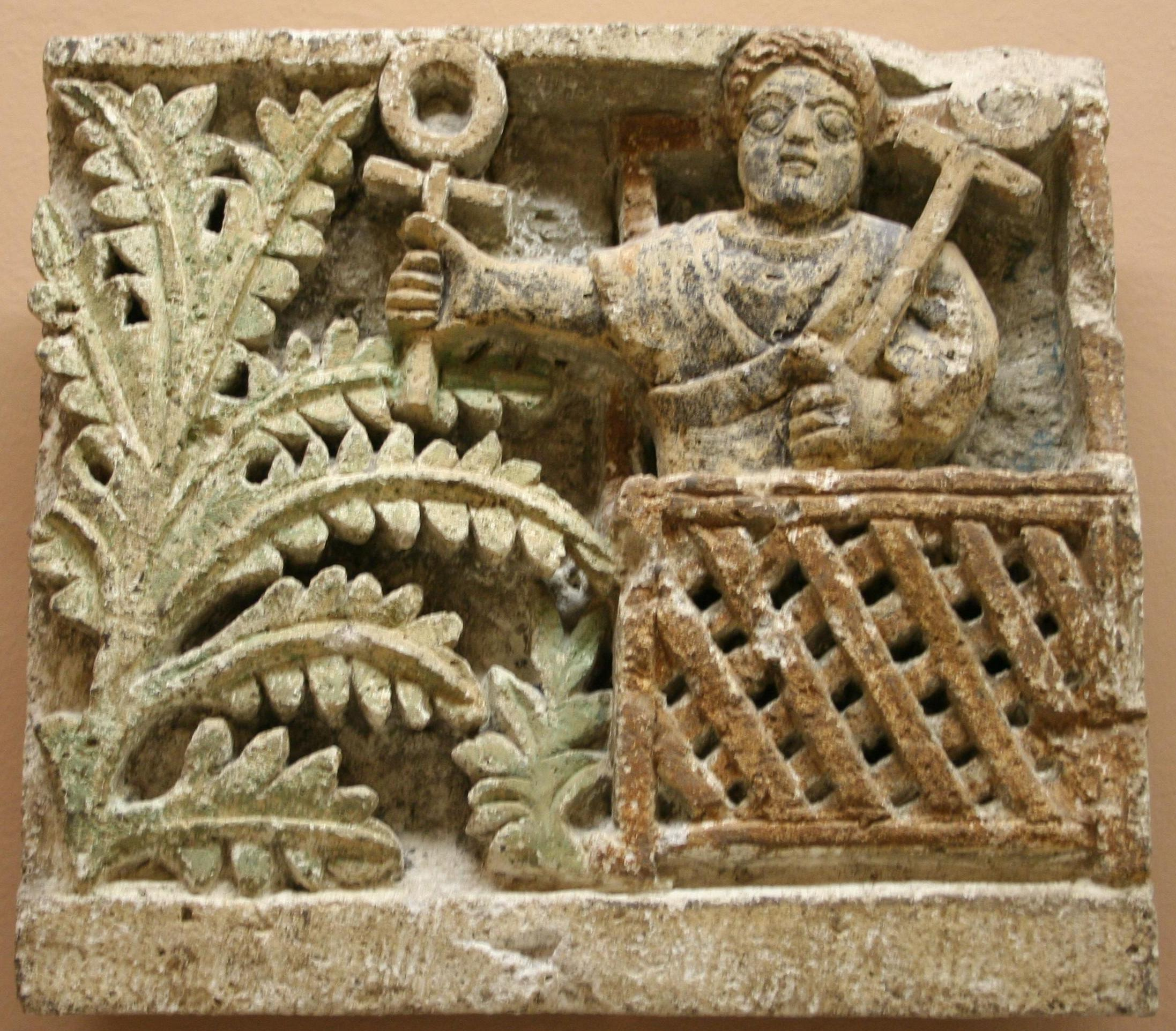
Friesreliëf, 5e eeuw

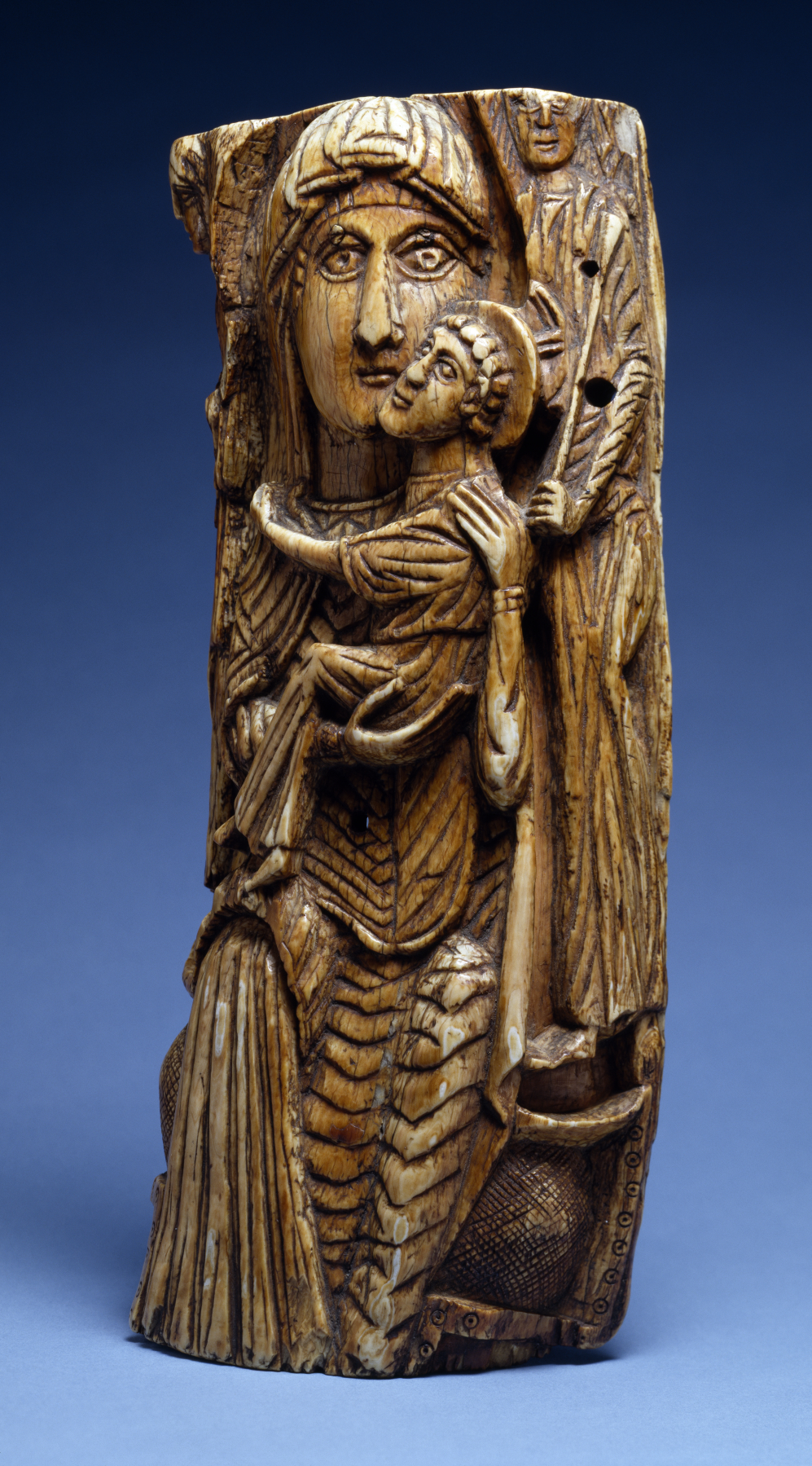
'Maagd en Kind', ongewoon groot ivoren beeldsnijwerk. Een van de vroege voorbeelden van wat in de latere Byzantijnse tijd Eleousa (Maagd van Tederheid) werd genoemd. Opvallend en typisch aan de vroegmiddeleeuwse periode in christelijk Egypte zijn het grote hoofd, de starende blik en de draperie met hoeken. 26 cm hoog, 7e eeuw, Walters Art Museum

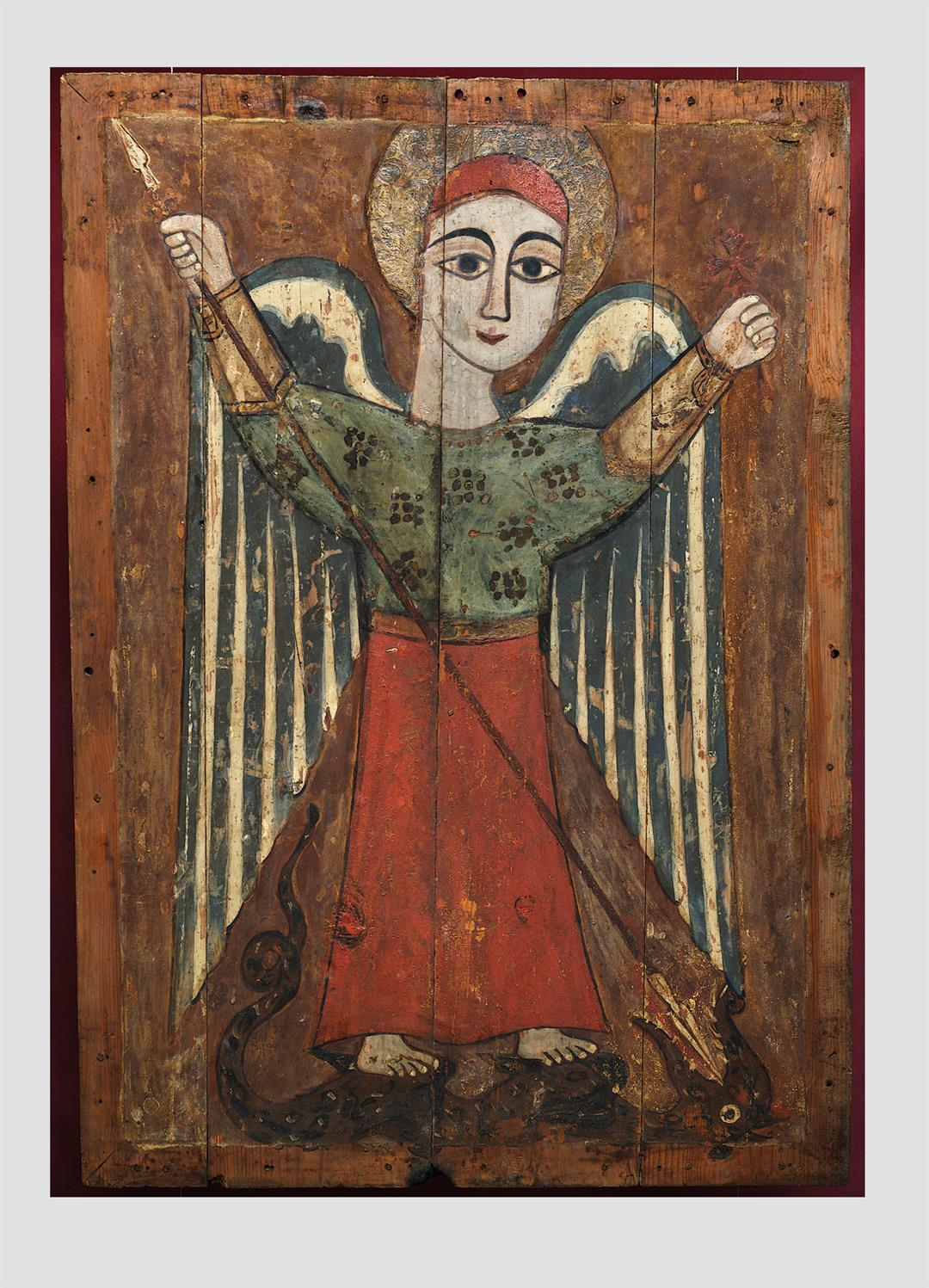
Aartsengel Michaël, icoon, typisch voorbeeld van Koptische kunst in de 17e eeuw, Byzantine and Christian Museum

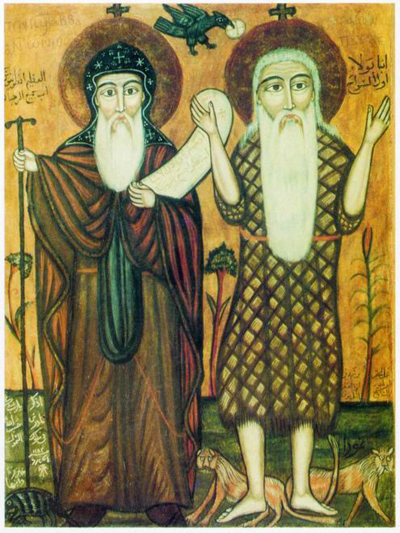
Koptische icoon van Sint Antonius de Grote en Paulus van Thebe, mogelijk 19e eeuw

De kopten zijn de inheemse christenen van Egypte.
Na de verovering van Egypte door de islamitische Arabieren in de 7e eeuw werd kopten de naam voor de inheemse christenen van Egypte. De Arabieren gebruikten dit woord echter ook voor alle niet-moslims in Egypte, waardoor het de Egyptische Joden eveneens insloot. Het merendeel van de kopten woont in de steden van Opper-Egypte.
De Koptisch-Orthodoxe Kerk – de grootste, maar niet de enige Egyptische christelijke kerk – heeft op basis van haar doopregisters 11 miljoen levende aanhangers (23% tot 27%). Het merendeel van hen behoort tot de Koptisch-Orthodoxe Kerk, terwijl circa 160.000 kopten behoren tot de Koptisch-Katholieke Kerk die geünieerd is met de Rooms-Katholieke Kerk.
Bij de kopten staat het onderwijs op hoog peil en er zijn onder hen meer intellectuelen dan het gemiddelde voor Egypte, maar bij benoemingen op de hoogste posities genieten voornamelijk moslims de voorkeur. De kopten voelen zich solidair met het Egyptische Arabisch nationalisme.
Heden ten dage worden de kopten in Egypte gediscrimineerd en achtergesteld. In Nederland wonen ongeveer 10.000 Kopten.

## Etymologie
Het woord kopt is een (Arabische) verbastering van het Griekse woord voor Egypte: Ægyptos, oorspronkelijk Hoet-ka-Ptah (huis van de ka van Ptah), de naam van de grote Ptahtempel in het oude Memfis, de stad van Ptah.

## Geschiedenis

### Christus in Egypte en Marcus de Evangelist
Het christendom deed al vroeg zijn intrede in Alexandrië, vanuit Syrië en Palestina. Voor de Kopten is de 'Vlucht van de Heilige Familie naar Egypte' van groot belang en volgens hen is de heilige familie samen met de vroedvrouw Salome drie en een half jaar in Egypte geweest. Volgens Sint Lucas waren er Egyptenaren aanwezig bij Pinksteren en vestigden zij in het jaar 33 toen ze terug in Egypte waren christelijke gemeenschappen. Volgens de overlevering gebeurde de kerstening door de evangelist Marcus. Marcus vestigde de 'zetel van Alexandria' en werd er 8 mei 68 martelaar. Met een touw aan zijn nek werd hij door de straten gesleept tot hij overleed. Zijn lichaam werd begraven in de kerk van Sint Marcus in Bucolia. In 828 werd zijn lichaam door de Venetianen meegenomen, maar zijn hoofd zou in Alexandrië zijn gebleven. De 117 patriarchen van Alexandrië beschouwen zich dan ook de opvolgers van Marcus die volgens hen de eerste bisschop was.
De christenen leden zwaar onder de vervolgingen van de keizers Septimus Severus (204), Decius (250), Valerianus I (251) en Diocletianus (303).

### Sint Antonius en het Egyptische kloosterleven
De Egyptische kerk heeft met de 'kloosterbeweging' bijgedragen aan het christendom, met name door mannen als Sint Antonius (251-356), Paulus van Thebe (228-341) en Macarius (300-391). Zijn biograaf Athanasius schetst in zijn Vita Antonius als een inheemse, Koptisch sprekende Egyptenaar van goede komaf. De eerste monniken en kluizenaars hadden geen Grieks geleerd en gebruikten Koptische Evangeliën, psalters en liturgieën. De monniken, duidelijk anders dan de 'hogere geestelijken', droegen bij aan de 'volkse devotie'. Ze stonden ver van de wereld van rijkdom en luxe en door hun diepe vroomheid en soberheid waren ze heldhaftige strijders tegen vijandige machten. Al in 300 was het christendom stevig geworteld in het Egypte van de gewone man. De naam van Antonius werd algemeen bekend en stond voor een nieuwe levenswijze die tot bevrijding leidt. Zijn leerling Macarius vestigde het 'kloosterleven volgens Antonius' in de woestijn van Schetis. Sint Amon, de vader van het 'Nitriaanse kloosterleven' werd door Antonius geïnspireerd en Sint Isaac en Sint Pelusian hielden de traditie van Antonius in ere op de berg Clysma. Er verschenen twee vormen van christelijke ascese: de anachoreet of kluizenaar trok zich terug in de woestijn (zoals Sint Onuphrius en Sint Timotheüs en de cenobiet leefde in een gemeenschap van gelijkgezinde mannen, die bepaalde regels volgden.
Sint Hilarion vestigde naar het voorbeeld van de 'Grote Kluizenaar' Antonius het 'Palestijnse kloosterleven'. Johannes Cassianus (360-435) leefde zeven jaar met de Egyptische kluizenaars van de woestijn van Schetis, werd daarna in Constantinopel leerling van Sint Johannes Chrysostomus en stichtte een klooster met de Egyptische kloosterregels in Marseille. Het Egyptische systeem werd er gevolgd tot de komst van de Benedictijnse kloosterregels in de 6e eeuw.
Sint Eugenius was een van de leiders van het christelijke kloosterleven in Mesopotamië. Hij had gewerkt op de berg Clysma en bouwde met Egyptische monniken een klooster bij Nisibis.
Velen kwamen naar Egypte om er te leren, zoals Sint Epiphanius, bisschop van Salamis op Cyprus en Sint Basilius de Grote, bisschop van Caesarea en stichter van verschillende kloosters in Asia Minor. Sint Hiëronymus kwam met Sint Paula en haar dochter Eustochium naar de kloosters van Wadi Natroen en terug in Palestina stichtte Sint Paula vier kloosters in Bethlehem, waarvan een voor mannen. Over dat klooster voor mannen nam Hiëronymus de leiding op zich en hij schreef er zijn belangrijkste werken.
De Egyptische kerk zou ook een belangrijke rol hebben gespeeld in het ontstaan en de ontwikkeling van de Ierse kerk. Zeven Koptische monniken werden begraven in Disert Ulidh in Ulster.

### School van Alexandrië
Naast de bijdrage aan het christendom in de vorm van het kloosterleven, was er de bijdrage van het Alexandrijnse christendom in de vorm van de Didascalia, catechesische school of School van Alexandrië. Christelijke wetenschappers werkten en onderwezen er om te bewijzen dat de rede en openbaring, filosofie en theologie allemaal essentieel waren om tot een goed begrip van elk afzonderlijk te komen. Het eerste hoofd van de school was Pantaenus van 180 tot zijn overlijden kort voor 200. Toen werd Clemens van Alexandrië het hoofd, tot hij gedwongen werd Egypte te verlaten, onder de vervolging van Septimus Severus. Volgens Clemens hadden de oude Grieken de spiritualiteit van het Goddelijke herkend. De belangrijkste theoloog en auteur was Origenes, die op jonge leeftijd les volgde aan de didascalia en luisterde naar de lezingen van Pantaenus en Clemens. Van 204 tot 230 werkte hij in Alexandria. Na 230 vestigde Origenes zich in Caesarea en stichtte er een bloeiende school. Gregorius Thaumaturgus, later bisschop van Neocaesarea, was er een van zijn leerlingen. Heracles volgde Origenes op als hoofd van de didascalia in Alexandria. Hij werd in 231 door een andere beroemde leerling van Origenes opgevolgd, Dionysius van Alexandrië (de Grote). Daarna volgde Theognostus van 265 tot 282 hem op als hoofd.

### 312
In het jaar 312 (Edict van Milaan) werd het christendom een toegestane godsdienst van het Romeinse Rijk en in 385 de staatsgodsdienst. Egypte maakte - sinds 323 na Christus - deel uit van het Oostelijke gebied van het inmiddels gesplitste Romeinse Rijk (later bekend als Byzantijnse Rijk).
Rond deze periode begon ook het historisch onduidelijke verval van de beroemde bibliotheek van Alexandrië, met haar vele geschriften uit de Oudheid. Het Serapeum van de bibliotheek, een heidense tempel, werd geplunderd na 391. Theophilus van Alexandrië, patriarch van 385 tot 412, voerde het bevel uit van keizer Theodosius I en was verantwoordelijk voor de vernietiging van het Serapeum.
Koptische monniken uit Wadi Natroen namen rond 398 veel heidense geschriften uit de bibliotheek over voor bibliotheken in hun kloosters, het gebouw raakte in verval doordat het als bouwmateriaal gebruikt werd. Ondertussen verdween mogelijk een groot deel van de geschriften naar Constantinopel, de hoofdstad van het Oost-Romeinse Rijk. Volgens Arabische bronnen zijn de boeken uit de kloosters alsook een keizerlijke bibliotheek in Alexandrië rond 642 verloren gegaan bij de islamitische verovering van Neder-Egypte.
Theophilus zou ook 10.000 monniken hebben laten vermoorden wegens hun 'origenisme' (leer van Origenes). Cyrillus van Alexandrië was de neef en opvolger van Theophilus en onder zijn patriarchaat werden in 414 alle synagogen in Alexandrië gesloten. Cyrillus eigende zich het bezit van de Joden toe en zette hen de stad uit. Daarover kwam hij in conflict met Orestes, de Romeinse prefect van Alexandrië, die goed bevriend was met de hellenistische, neoplatonische filosofe en wiskundige Hypatia. In 415 werd Hypatia door een razende, 'christelijke' menigte gelyncht. De  Koptische monnik Johannes van Nikiû beschuldigde haar in de 7e eeuw nog van duivelse praktijken, waardoor Cyrillus en Orestes het niet eens hadden kunnen worden. De legende van Catharina van Alexandrië zou ten minste gedeeltelijk zijn geïnspireerd op de tragische dood van Hypatia.